# Atherion maccullochi
Atherion maccullochi är en fiskart som beskrevs av David Starr Jordan och Carl Leavitt Hubbs, 1919. Atherion maccullochi ingår i släktet Atherion och familjen silversidefiskar. Inga underarter finns listade.